# Kshama Sawant
Kshama Sawant (prononcé : [ʃɑːmə_sɑːˈwʌnt]), née le 17 octobre 1973, est une personnalité politique américaine d'origine indienne, membre d'Alternative socialiste (en). Du 15 novembre 2013 au 2 janvier 2024, elle est conseillère municipale de Seattle.

## Biographie

### Jeunesse et études
Kshama Sawant naît le 17 octobre 1973 à Pune, dans l'état indien du Maharashtra, de Vasundhara et Ramanujam, respectivement professeur et ingénieur. Son père meurt tué par un chauffard ivre quand elle a treize ans ; outre ce drame familial, elle est profondément marquée par l'inégalité engendrée par le système de castes. Elle étudie l'informatique à l'université de Mumbai, en sort diplômée à 21 ans, et épouse Vivek, qui travaille pour Microsoft. Elle l'accompagne quand il est muté aux États-Unis, et reprend des études d'économie à l'université d'État de Caroline du Nord, études qu'elle conclut par un doctorat.

### Engagement politique
En 2010, elle est naturalisée américaine. Vers cette date, elle adhère à Alternative socialiste (en). En 2012, elle se présente aux élections pour le siège de représentant de l'État de Washington contre Frank Chopp (en) ; elle est battue, mais obtient toutefois 29 % des voix, soit bien plus ce que les observateurs attendaient. L'année suivante, elle est élue au Conseil municipal de Seattle (en) en évinçant le démocrate sortant, Richard Conlin (en).
Réélue en 2015, elle constitue avec Mike O'Brien (en) et Lisa Herbold (en) la nouvelle aile progressiste du conseil, qui devient en même temps à majorité féminine avec l'entrée de deux autres femmes, Debora Juarez et Lorena González (en).
Elle choisit de renoncer aux deux tiers de son traitement de conseillère municipale (77 000 dollars sur 117 000), afin d'alimenter un fonds de solidarité et redistribué à des associations ou des organisations progressistes. Une de ses principales revendications est la mise en place d'un salaire minimum horaire de 15 dollars ; cette mesure (qui constitue un doublement du salaire minimal précédent), sur sa proposition, est mise en place deux mois plus tard par le maire de la ville. Un autre combat qu'elle mène concerne le contrôle des loyers, dans une ville où l'immobilier est devenu très cher,.
Lors de la primaire démocrate de 2016, elle soutient Bernie Sanders.
Le 5 novembre 2019, Kshama Sawant est réélue au conseil municipal malgré un fort lobbying de plusieurs sociétés, en particulier Amazon, pour soutenir Egan Orion, le concurrent de Sawant ; cette élection se distingue par une participation relativement importante de 58 %,,.
Elle est visée en décembre 2021 par un référendum révocatoire lancé contre elle par les républicains et certains démocrates proches des milieux d’affaires. Elle conserve toutefois son mandat d'une courte majorité.
À son initiative, Seattle devient en 2023 la première ville américaine à reconnaître et à interdire la discrimination fondée sur la caste. Kshama Sawant a expliqué qu’elle œuvrerait pour étendre cette « interdiction historique » à tout le pays, ce qui crée des remous au sein de la communauté indienne. Sa démarche est critiquée dans les milieux nationalistes et conservateurs.